# Van Gogh TV

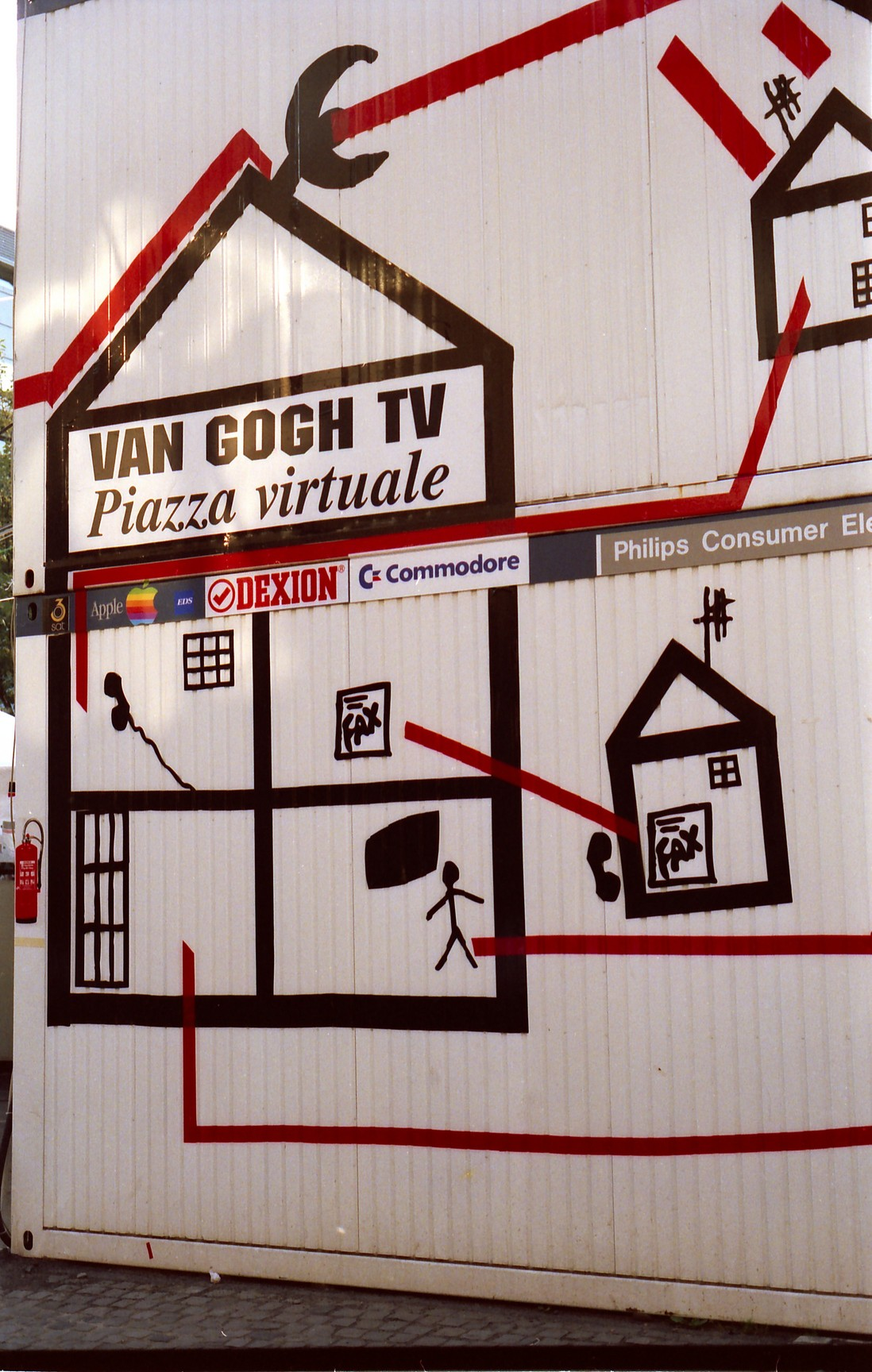
Van Gogh TV – Piazza Virtuale, Grafik auf der Containersiedlung der Documenta IX in Kassel.

Van Gogh TV war eine Künstlergruppe und ein Künstlernetzwerk, das mit neuen Medientechniken den Fernsehzuschauer aus seiner Rolle als passivem Rezipienten befreien wollte, um ihm eine Mitgestaltung des Programms zu ermöglichen. Dazu wurde eine Reihe von Technologien und Dramaturgien für Interaktives Fernsehen entwickelt, produziert und – meist auf 3sat – gezeigt.
Das Projekt entstand 1986 aus einer Formation von deutschen und österreichischen Künstlern und Technikern; unter den Gründern waren überwiegend Mitglieder der Performance- und Musikgruppe Minus Delta t. Betreiber und längerfristige Mitarbeiter waren Karel Dudesek, Benjamin Heidersberger, Mike Hentz und Salvatore Vanasco.

## Aktionen
- Ars Electronica 1988 in Linz/Österreich: Per Satelliten-Uplink übertragene dreitägige europaweite Livesendung auf 3sat.
- Hotel Pompino (1990): Interaktives Spiel während der Ars Electronica in Linz. Täglich spielten sechs Kandidaten mit- und gegeneinander.
- Piazza Virtuale (1992): 100 Tage dauerndes Projekt als Teil der Documenta IX. Besucher vor Ort und Zuschauer am TV konnten sich über Telefon, Fax und PC-DFÜ in die Live-Sendung einschalten. Damit sollte der Marktplatz als Ort der Begegnung im Medienzeitalter wiederbelebt werden.
- Service Area a. i. (1994): Interaktive Begegnungen auf einer virtualisierten Oberfläche. Moderiert aus dem Studio (Steve Blame u. a.), dessen Bilder in die interaktive Welt eingeblendet wurden.
- Kulturolympiade 1996: Installation eines interaktiven TV-Kanals auf der parallel zu den Olympischen Sommerspielen 1996 in Atlanta stattfindenden Veranstaltung.

## Forschungsprojekt
Von April 2018 bis 2022 existierte ein von der DFG gefördertes Forschungsprojekt „Van Gogh TV“, das sich mit dem Werk der Gruppe auseinandergesetzt hat. Es wurde vom Institut für Mediengestaltung der Hochschule Mainz zusammen mit der Rheinischen Friedrich-Wilhelms-Universität Bonn umgesetzt.